# Paddy Ryan
Paddy Ryan (Thurles, 15 de março de 1851 –Nova Iorque, 14 de dezembro de 1900) foi um pugilista irlandês, campeão dos pesos-pesados entre 1880 e 1882, quando as lutas ainda eram realizadas com as mãos nuas.

## Biografia
Paddy Ryan nasceu em Thurles, na Irlanda, e mais tarde radicou-se em Troy, cidade localizada no Estado de Nova Iorque, nos Estados Unidos. Seu apelido The Trojan Giant, que em português se traduz como o Gigante de Tróia, deveu-se a sua estadia nesta cidade americana.
Sua estreia como boxeador aconteceu em 1877, sendo que em apenas três de carreira, portanto em 1880, Ryan já havia conseguido alcançar o topo, tornando-se campeão dos pesos-pesados, ao derrotar o então campeão Joe Goss.
Dois anos mais tarde, porém, Ryan cometeu o erro de pôr seu título em jogo contra um novato chamado John L. Sullivan. Com apenas nove rounds lutados, dos 24 programados, Ryan acabou sendo nocuteado pelo surpreendente desafiante.
Após sua derrota para Sullivan, Ryan tentou recuperar seu título mais de uma vez, porém em nenhuma de suas lutas subsequentes contra Sullivan, que não foram poucas, Ryan conseguiu sair-se como o vencedor.
Paddy Ryan faleceu em 1900, dezoito anos após ter perdido seu título de campeão dos pesos-pesados. Seu corpo foi sepultado em Nova Iorque, no St. Mary's Cemetery. 
Em 2020, Paddy Ryan foi incluído na galeria dos melhores boxeadores de todos os tempos, que hoje estão imortalizados no International Boxing Hall of Fame.